# La núvia de Chucky
La núvia de Chucky (títol original: Bride of Chucky) és una pel·lícula estatunidenca  de terror dirigida per Ronny Yu, estrenada l'any 1998. S'ha subtitulat en català quan es va estrenar als cinemes l'any 1999, però també va ser doblada al català per a TV3 l'1 de març de 2002.

## Argument
Tiffany, l'ex-amant i còmplice de Charles Lee Ray, l'estrangulador de Lake Shore, adquireix les restes de Chucky, la nina a la que Charles va traspassar la seva ànima abans de morir. Recompon la nina com pot i duu a terme el mateix ritual vudú per retornar-li a Chucky l'ànima del seu promès mort. Per provar les seves forces recuperades, Chucky assassina al promès gòtic de l'entusiasmada Tiffany. Després vol recuperar l'amulet que portava Ray quan va morir, i amb el qual va ser enterrat, per poder tornar a tenir un cos humà. L'única solució per trobar la seva forma humana és travessar els Estats Units. Durant aquest temps, una jove parella, Jesse, veí de Tiffany, i Jade, víctima de la vigilància del seu oncle oficial de policia, troben moltes dificultats per poder veure's. Una trucada a Tiffany demanant-los, diners en ma, portar les nines a la tomba de Charles Lee Ray. Així, marxen, i una nova seria d'homicidis comença, aquesta vegada en parella, a través dels Estats Units.

## Repartiment
| Paper                                       | Actor original          | Actor de doblatge     |
| ------------------------------------------- | ----------------------- | --------------------- |
| Tiffany                                     | Jennifer Tilly          | Alicia Laorden        |
| Chucky (veu)                                | Brad Dourif             | Juan Antonio Bernal   |
| Jade                                        | Nick Stabile            | José Posada           |
| Jesse                                       | Katherine Heigl         | Belén Roca            |
| David « Dave » Collins                      | Gordon Michael Woolvett | Albert Trifol Segarra |
| Damien Baylock/Howard Fitzwater             | Alexis Arquette         | Sergio Zamora         |
| Warren Kincaid, el cap de la policia        | John Ritter             | Joan Carles Gustems   |
| Tinent Preston                              | Lawrence Dane           | Josep Maria Ullod     |
| Oficial Norton                              | Michael Louis Johnson   | Xavier Fernández      |
| Russ                                        | James Gallanders        | Oriol Rafel           |
| Diane                                       | Janet Kidder            | Mercè Segarra         |
| Robert Bailey                               | Vince Corazza           | Eduard Itchart        |
| Tabby, la dona de les habitacions del motel | Kathy Najimy            | Montse Segarra        |
| La jove que fuma davant de « The One-Stop » | Emily Weedon            | Elisabet Bargalló     |
| El sacerdot                                 | Roger McKeen            | Domènec Farell        |

## Al voltant de la pel·lícula
- És a partir d'aquesta part que la sèrie dels Chucky s'orienta sensiblement més cap a la comèdia que al terror.
- El rodatge s'ha desenvolupat de l'1 d'abril a juliol 1998 a Brampton, Los Angeles, Pickering i Toronto.
- A l'escena d'obertura, es pot veure les màscares de Jason Voorhees i Michael Myers (Divendres 13 i Halloween), la serra elèctrica de Leatherface (The Texas Chain Saw Massacre), així com el guant de Freddy Krueger (A Nightmare on Elm Street), el llinatge dels Chucky inscrivint-se al mateix univers. El director Ronny Yu realitzarà més tard Freddy vs. Jason.
- La data dels talls de premsa de Tiffany al començament del film i la data de la morts a la tomba de Charles Lee Ray són el 9 de novembre de 1988. Correspon a la data d'estrena americana de El ninot diabòlic, primer film de la sèrie.
- Chucky i Tiffany han d'anar a Hackensack, a Nova Jersey, que és el lloc de naixement de Alex Vincent (Andy Barclay a El ninot diabòlic i La nina de sang).

## Banda original
- Play With Me, interpretat per Insane Pallasso Posse
- Thunder Kiss '65, interpretat per White Zombie
- See You In Hell, interpretat per Monster Magnet
- Living Dead Girl, interpretat per Rob Zombie
- Call Me, interpretat per Blondie
- Human Disease, interpretat per Slayer
- So Wrong, interpretat per Stabbing Westward
- Crazy, interpretat per Kidneythieves
- Boogie King, interpretat per The Screamin' Cheetah Wheelies
- Ziti, interpretat per Drizz
- Blisters, interpretat per Coal Chamber
- Bled for Days, interpretat per Static X
- Finally Over, interpretat per The Assholes
- Trumpets of Jericho, interpretat per Bruce Dickinson
- Bloodstained, interpretat per Judas Priest

## Premis i nominacions
- Nominació al premi al millor film de terror, millor guió i millor actriu (Jennifer Tilly), per l'Acadèmia de cinema de ciència-ficció, fantasia i terror 1999.
- Premi especial del jurat en el festival internacional del film de Gérardmer 1999.
- Premi especial del jurat en el festival Fantastic'Arts 1999.
- Nominació al premi del millor malvat en els premis MTV Movie 1999.
- Premi a la millor actriu (Jennifer Tilly) i als millors efectes especials en el Fantafestival 2000.

## Crítica
- "Quart lliurament de "El ninot diabòlic" i, sens dubte, la millor fins avui (...) Amb un bon grapat d'escenes per recordar"[3]
- "La millor de les quatre (...) Espatarrant Jennifer Tilly"[4]
- "Per veure i tirar"[5]